# Droga wojewódzka nr 314
Droga wojewódzka nr 314 (DW314) – droga wojewódzka klasy G o długości 16 km łącząca DK32 z Kargowej, do DW315 w m. Świętno.

## Dopuszczalny nacisk na oś
Na całej długości drogi nr 314 dopuszczalny jest ruch pojazdów o nacisku pojedynczej osi do 8 ton.

## Historia numeracji
Na przestrzeni lat trasa posiadała różne oznaczenia:
| Numer | Przebieg drogi    | Lata obowiązywania | Źródło | Uwagi                                  |
| ----- | ----------------- | ------------------ | --- | -------------------------------------- |
| 314   | Świętno - Kargowa | 1986 - nadal       | Uchwała nr 192 Rady Ministrów z dnia 2 grudnia 1985 r. w sprawie zaliczenia dróg do kategorii dróg krajowych. | W latach 1986–1998 jako droga krajowa. |

## Miejscowości leżące przy trasie DW314
- Kargowa
- Stary Jaromierz
- Nowy Jaromierz
- Wilcze
- Świętno